# Pride and Glory
Pride and Glory es una película de 2008 dirigida por Gavin O'Connor y protagonizada por Edward Norton, Colin Farrell, Jon Voight y Noah Emmerich.

## Sinopsis
Un retrato valiente y emotivo de una familia de diferentes generaciones de policías que se encuentran en lados opuestos en un escándalo de corrupción en el Departamento de Policía de Nueva York.
Mueren cuatro policías en Nueva York, fueron asesinados en una emboscada que tiene en vilo al departamento. El asesino está suelto y el caso se complica, por eso el Jefe de Detectives de Manhattan Francis Tierney, Sr. (Jon Voight) le pide a su hijo, el detective Ray Tierney (Edward Norton), que lidere la investigación. 
De mala gana, Ray se ocupa del caso, sabiendo que los policías trabajaban bajo las órdenes de su hermano, Francis Tierney, Jr. (Noah Emmerich) y de su cuñado, Jimmy Egan (Colin Farrell).
En la superficie, parecía un caso de rutina de allanamiento por tráfico de drogas que había salido desastrosamente mal. Pero Ray investiga el caso a fondo y se da cuenta de que alguien debe haber advertido al traficante que los policías estaban en camino. Alguien que está adentro. Peor aún, las pruebas apuntan a su hermano y su cuñado.
Mientras crecen los interrogantes, la familia se ve obligada a elegir entre ellos o la lealtad al departamento.

## Reparto
- Colin Farrell ... Jimmy Egan
- Edward Norton ... Ray Tierney
- Jon Voight ... Francis Tierney, Sr.
- Noah Emmerich ... Francis Tierney, Jr.
- Jennifer Ehle ... Abby Tierney
- John Ortiz ... Ruben Santiago
- Frank Grillo ... Eddie Carbone
- Shea Whigham ... Kenny Dugan
- Lake Bell ... Megan Egan
- Carmen Ejogo ... Tasha
- Manny Perez ... Coco Dominguez
- Wayne Duvall ... Bill Avery
- Ramón Rodríguez ... Angel Tezo
- Rick Gonzalez ... Eladio Casado